# Guthrie (Kentucky)
Guthrie es una ciudad ubicada en el condado de Todd en el estado estadounidense de Kentucky. En el Censo de 2010 tenía una población de 1419 habitantes y una densidad poblacional de 323,23 personas por km².

## Geografía
Guthrie se encuentra ubicada en las coordenadas 36°38′55″N 87°10′26″O / 36.64861, -87.17389. Según la Oficina del Censo de los Estados Unidos, Guthrie tiene una superficie total de 4.39 km², de la cual 4.38 km² corresponden a tierra firme y (0.24%) 0.01 km² es agua.

## Demografía
Según el censo de 2010, había 1419 personas residiendo en Guthrie. La densidad de población era de 323,23 hab./km². De los 1419 habitantes, Guthrie estaba compuesto por el 67.3% blancos, el 29.32% eran afroamericanos, el 0.28% eran amerindios, el 0.35% eran asiáticos, el 0% eran isleños del Pacífico, el 0.92% eran de otras razas y el 1.83% pertenecían a dos o más razas. Del total de la población el 6.48% eran hispanos o latinos de cualquier raza.